# Легіслатура штату Флорида
Легіслатура штату Флорида — законодавчий орган американського штату Флорида. Складається з двох палат: верхньою палатою є Сенат штату Флорида, нижньою палатою є Палата представників штату Флорида. Стаття III Конституції штату Флорида, прийнятої в 1968 році, визначає роль законодавчого органу та порядок його роботи. Легіслатура складається зі 160 законодавців: 40 в Сенаті та 120 в Палаті представників. Основним завданням Легіслатури є створення нових законів, зміна або скасування існуючих законів. Засідання відбуваються в Капітолії штату Флорида в місті Таллахассі, столиці штату.

## Члени законодавчого органу
Членів Сенату зазвичай називають "сенаторами" (англ. senators), а членів Палати представників зазвичай називають "представниками" (англ. representatives). Оскільки така термінологія збігається із тією, що використовується на адресу членів Конгресу США, членів Легіслатури штату Флорида називають "сенаторами штату" і "представниками штату", щоб не плутати їх із їхніми федеральними колегами.
Сенаторів обирають на чотирирічні терміни, представників на дворічні терміни. Депутатів обирають в одномандатних виборчих округах, один набір округів для виборів сенаторів, і один для виборів представників. Представники обираються на партійній основі. Виборчі округи визначаються за результатами національних переписів населення, які відбуваються кожні десять років. Після перепису населення межі виборчих округів, за необхідності, змінюються так щоб кожен округ мав приблизно однакову кількість виборців. Терміни депутатів починаються одразу після оголошення результатів виборів. Станом на квітень 2020 року Республіканська партія має більшість в обох палатах.
Зарплата депутатів складає 18 000 доларів на рік, плюс оплата за кожен сесійний день. Як і в більшості штатів, робота депутатом законодавчого органу не є повною зайнятістю, і Флорида є другим за величиною штатом після Техасу де депутатство не є повною зайнятістю.

## Вибори та терміни
Конституція вимагає щоб сенатори штату з виборчих округів з непарними номерами обирались в рік, який націло ділиться на чотири, а сенатори з округів з парними номерами в роки, які діляться на чотири з остачею два. Представники переобираються всі одразу на дворічні терміни в роки, які діляться на два. Щоб відобразити результати загальнонаціонального перепису населення, вся Легіслатура переобирається в рік коли відбувся перепис, з новими виборчими округами. В результаті цього, терміни депутатів можуть припинятися достроково. В 2016 році відбулися дострокові вибори до Сенату, через зміну меж виборчих округів за рішенням суду.
Майже 77% виборців Флориди 3 листопада 1992 року підтримали Поправку №9 до Конституції Флориди, яка обмежила тривалість перебування на посаді депутата Легіслатури штату Флорида або конгресмена від Флориди вісьмома роками. За цією поправкою, особа може знову балотуватись до Легіслатури після дворічної перерви. В 1995 році Верховний суд США постановив що штати не можуть обмежувати терміни конгресменів, але обмеження для законодавців штату залишаться в силі.
Кожен член Легіслатури має бути віком як мінімум 21 рік, мати право голосу, проживати у виборчому окрузі, від якого висувається, та проживати на території штату протягом двох років до виборів.

## Законодавчі сесії

### Тижні в комітетах
Законодавці починають роботу в комітетах у вересні року, який передує року пленарної сесії. Оскільки депутатство в Легіслатурі штату Флорида не є повною зайнятістю, необхідно дати законодавцям багато часу щоб опрацювати свої законопроєкти в комітетах, задовго до початку пленарної сесії.

### Пленарна сесія
Легіслатура штату Флорида збирається на 60-денну сесію кожного року. Пленарні сесії в непарні роки мають починатись "в перший вівторок після першого понеділка" березня, а в парні роки "в перший вівторок після першого понеділка" січня.
До 1991 року пленарні сесії починались у квітні. Спільна резолюція Сенату №380 в 1989 році запропонувала виборцям поправку до Конституції, яка була затверджена в листопаді 1990, відповідно до якої початок пленарної сесії зміщувався з квітня на лютий. Пізніше, Спільна резолюція Сенату №2606 в 1994 році запропонувала виборцям ще одну поправку до Конституції, яка була затверджена в листопаді 1994, що зміщувала початок роботи на березень, як це залишається і понині. Причина наявності вимоги початку сесії "в перший вівторок після першого понеділка" походить з часу, коли пленарна сесія починалась в квітні. Сесія могла починатись в будь-який день між другим та восьмим квітня, але ніколи першого квітня - в "день дурнів". В останні роки початок пленарних сесій в парні роки був зміщений на січень щоб законодавці змогли бути вдома під час шкільних весняних канікул, щоб мати більше часу на свої родини та щоб дати їм більше часу до виборів законодавчого органу восени.

### Організаційна сесія
На чотирнадцятий день після кожних загальних виборів, законодавці збираються на нетривалу організаційну сесію щоб вибрати голів палат і комітетів та щоб вирішити інші організаційні питання.

### Спеціальна сесія
Спеціальна законодавча сесія може бути скликана Губернатором, або спільною заявою Президента Сенату і Спікера Палати представників, або трьома п'ятими депутатів законодавчого органу. Під час кожної спеціальної сесії Легіслатура може розглядати лише ті питання, для яких ця сесія була скликана.

## Повноваження
Конституція штату Флорида надає Легіслатурі штату Флорида повноваження створювати та змінювати закони штату. Губернатор має право накладати вето на законопроєкти, проголосовані Легіслатурою. Для створення чи зміни законів законодавці вносять законопроєкти у формі біллів написаних професійним позапартійним персоналом. Законопроєкт має пройти розгляд в комітеті, по три читання в кожній палаті. Якщо за законопроєкт голосує більшість в кожній палаті, він відправляється на підпис Губернатору. Губернатор може накласти вето на законопроєкт, але легіслатура може подолати це вето двома третинами голосів в кожній палаті. Легіслатура також може вносити пропозиції поправок до Конституції Флориди. Ухвалені Легіслатурою закони зазвичай збираються в збірники законів, так звані "закони сесії". «Статути Флориди» є кодифікованими в статути законами штату.
В 2009 році законодавці подали на розгляд 2 138 законопроєктів. В середньому Легіслатура ухвалює приблизно по 300 законів щорічно. В 2013 році законодавці подали близько 2 000 законопроєктів, з них приблизно половина подана депутатами індивідуально і половина комітетами відповідальними за певні функції, такі як бюджет. В 2016 році близько 15% законопроєктів були ухвалені і стали законами. в 2017 році 1 885 лобістів зареєструвались 3 724 законопроєктів.

## Чинні лідери
Сенат
- Президент Сенату: Білл Гальвано (республіканець)
- Заступник Президента Сенату: Девід Сіммонс (республіканець)
- Лідер більшості в Сенаті: Кетлін Пассідомо (республіканка)
- Лідер меншості в Сенаті: Одрі Ґібсон (демократка)

Палата представників
- Спікер Палати представників: Хосе Оліва (республіканець)
- Заступник Спікера Палати представників: Мерілінн Маґар (республіканка)
- Лідер більшості в Палаті представників: Дейн Іґл (республіканець)
- Лідер меншості в Палаті представників: Кіонне Макґі (демократ)